# Apple Disk Image
Als Apple Disk Image (Dateinamenserweiterung .dmg, .sparseimage oder .sparsebundle) werden diverse Dateiformate für Abbilder bezeichnet, die Apple, Inc. unter den Betriebssystemen Mac OS (vor 1996 „System“ oder „Macintosh System Software“) und macOS (von 1998 bis 2012 unter dem Namen „Mac OS X“ bekannt, von 2012 bis 2016 „OS X“) verwendet. Die Dateien sind jeweils ein Abbild eines Datenträgers und können wie eine Festplatte beispielsweise einer Formatierung unterzogen und in Partitionen unterteilt werden.

## Universal Disk Image Format
Das Universal Disk Image Format (UDIF) ist das am meisten verwendete Dateiformat für Abbilder in Image-Dateien unter Mac OS X/OS X/macOS. Die Daten darin können sowohl durch Passwort geschützt als auch komprimiert werden, weshalb UDIF vor allem zum Schutz von sensiblen Daten sowie zur Verteilung von Software über das Internet verwendet wird. Beim Öffnen der UDIF-Datei wird das Abbild eingehängt und erscheint als „Volume“ im Finder bzw. dessen Einhängepunkt als Verzeichnis mit dem Namen des Dateisystems unterhalb von /Volumes. Vor dem Öffnen kann mitunter ein Lizenzvertrag erscheinen.
Abbilder im Universal Disk Image Format können beschreibbar oder schreibgeschützt sein und haben immer eine feste Größe.

## Mitwachsende Images
Abbilder, die automatisch wachsen, wenn man sie mit Daten füllt, werden als „Mitwachsendes Image“ (englisch sparse image) bezeichnet (englisch sparse = spärlich, siehe auch Sparse-Datei). Durch einen Übersetzungsfehler wurde daraus im deutschen Text von Mac OS X Panther (10.3, 2003) ein „Einfaches Image“, dieser Lapsus wurde in neueren Betriebssystem-Versionen behoben. „Mitwachsende Images“ können zunächst nur wachsen, nicht jedoch kleiner werden, wenn man Dateien darin löscht, eine Verkleinerung auf Minimalgröße ist jedoch über die Kommandozeile möglich (siehe hdiutil).
Das „Mitwachsende Bundle-Image“ (engl. „sparse bundle“) wurde mit Mac OS X Leopard (10.5, 2007) eingeführt und zerlegt, transparent für den Anwender, das Image in kleinere Dateien à 8 MiB. Dies hat gegenüber einer großen Einzeldatei den Vorteil, dass bei einer inkrementellen Datensicherung (z. B. über „Time Machine“) nur die geänderten Teile des Images gesichert zu werden brauchen, anstatt bei jeder noch so kleinen Änderung die gesamte Image-Datei. Weiterhin lassen sich somit auch große Images, insbesondere solche mit mehr als 4 GiB, auf FAT32-Volumes ablegen.
Disk-Image-Dateien können ohne oder mit Verschlüsselung (AES mit 128 Bits Schlüssellänge, ab Mac OS X Leopard, 10.5, 2007, auch mit 256 Bits Schlüssellänge) mit dem Festplattendienstprogramm (englisch Disk Utility) oder in früheren Versionen mit Disk Copy erstellt werden. Diese Programme verwenden dieses Dateiformat auch zum Brennen von CDs und DVDs. An der Befehlszeile gibt es das Programm hdiutil. Andere Programme sind FileStorm und FreeDMG.

## Zugriff
Da mit jeder neuen Version von Mac OS X, OS X und macOS sowohl bei den mitwachsenden Image-Dateien als auch bei UDIF-Dateien neue Funktionen eingeführt und bestehende Funktionen erweitert wurden, können auf neueren Betriebssystem-Versionen erstellte Abbilder oft nicht unter älteren Mac-OS-X-Versionen eingebunden (geöffnet) werden, oder umgekehrt. Beispielsweise gibt es die AES-Verschlüsselung erst ab Mac OS X Leopard (2007), sodass ein Abbild, das diese Verschlüsselung verwendet, auf früheren Versionen nicht funktioniert. Genauso verhält es sich mit Dateisystemen im Abbild. Ab macOS High Sierra, 10.13, 2017, wird das Apple File System (APFS) auf SSDs standardmäßig verwendet und kann ebenfalls in Abbildern vertreten sein. Solche Abbilder lassen sich aber unter älteren Versionen von macOS nicht verwenden, da diese APFS noch nicht unterstützen – mit der Ausnahme von macOS Sierra (10.12, 2016), wo APFS manuell und experimentell aktiviert werden kann.

## Zugriff von anderen Betriebssystemen aus

### Windows
Um auf Disk-Image-Dateien unter Windows zuzugreifen, gibt es verschiedene kommerzielle und freie Programme, z. B. TransMac und das kostenlose Programm HFSExplorer. Auch verschiedene Archivierungsprogramme, wie bspw. 7-Zip, können das Format lesen. Dies gilt jedoch nur für Abbilder, die das HFS+-Dateisystem nutzen. Unterstützung für das Apple File System (APFS, ab 2016) ist noch keine vorhanden.

### Linux
Unter Linux können Disk-Image-Dateien prinzipiell direkt in das System eingebunden werden. Allerdings gilt dies nur für unkomprimierte Dateien, komprimierte Disk Images müssen vorher konvertiert werden. Die Versionen lassen sich nicht direkt erkennen, doch mit dem Unix-Kommando file lässt sich der MIME-Typ der Datei bestimmen. Über diesen kann dann eine Unterscheidung stattfinden. Sowohl die Partitionstabelle als auch das Dateisystem müssen von der jeweiligen Linux-Distribution unterstützt werden. Das Apple File System (APFS) wird derzeit (Stand: Dezember 2017) noch nicht unterstützt.

### Konvertierung unter Mac OSX
Disk-Image-Dateien können unter macOS in ein ISO-Abbild umgewandelt werden. Hierzu wird das Programm hdiutil in der Kommandozeile verwendet, das über das Dienstprogramm Terminal aufgerufen wird. Das anschließend erstellte ISO-Abbild kann auf eine CD oder DVD gebrannt werden.
Images vom Typ „sparse image“ oder „sparse bundle“ lassen sich verkleinern, indem man unbenutzte Bereiche mit dem Befehl hdiutil compact löscht bzw. deallokiert.
Unter Mac OS X Leopard (10.5, 2007) können Disk-Images nicht nur über die Kommandozeile, sondern auch mit dem Festplatten-Dienstprogramm in ein anderes Format umgewandelt werden, so kann beispielsweise aus einem „sparse image“ ein „sparse bundle“ gemacht werden. Auch lässt sich damit die Größe eines Abbilds ändern. Für OS X El Capitan (10.11, 2015) wurde das Festplattendienstprogramm massiv überarbeitet.

## Historische Formate
Da bei den meisten Formaten für die ursprüngliche Macintosh System Software (bis System 7) und nach der Umbenennung in Mac OS bis Mac OS 9 jeweils eine Data Fork und eine Resource Fork vorhanden war, wurden bei der Verteilung auf Macintosh-fremden Systemen (etwa PC-Disketten mit FAT-Dateisystem) und über das Internet die jeweiligen Abbilder in ein Archiv gepackt. Auf dem Macintosh war bis zuletzt StuffIt, Dateinamenserweiterung .sit oder .sitx, von Aladdin Systems vorherrschend.
Mac OS X unterstützte die historischen Formate „Disk Copy 4.2“ (DC42) und NDIF mit hdiutil bis Mac OS X Snow Leopard (10.6, 2009).

### Disk Copy 4.2
Das älteste Format für Diskettenabbilder ist das von Disk Copy, wie es in Version 4.2 in System 7 eingeführt wurde. Disk Copy 4.2 funktioniert auch auf System 6. Damit sind Abbilder von u. a. Macintosh-typischen 400k- und 800k-3,5″-Disketten in einem standardisierten Datenformat möglich. Die Dateinamenserweiterung war typischerweise .image oder .img.
Ein weiteres Format war DART, welches die Daten komprimierte und die Dateinamenserweiterung .dart nutzte.
Unbehandelte 1:1-Kopien (englisch raw) hatten unter klassischem Mac OS typischerweise die Erweiterung .dsk.

### Self-Mounting Image
Dateinamenserweiterung .smi.

### New Disk Image Format
Mit Disk Copy 6.0 führte Mac OS 9 das „New Disk Image Format“ (NDIF) ein.